# Warm River
Warm River est une ville américaine située dans le comté de Fremont en Idaho.
Selon le recensement de 2010, elle ne compte que 3 habitants, ce qui en fait la municipalité la moins peuplée de l'État. Warm River s'étend alors sur 0,74 mille carré (1,92 km2), dont 0,72 mille carré (1,86 km2) de terres.